# Saison 4 de Motive
Chronologie
Saison 3
Cet article présente les épisodes de la quatrième saison de la série télévisée canadienne Motive.

## Synopsis
Angie Flynn est une mère célibataire qui fait partie de la brigade criminelle de la police de Vancouver. La particularité de cette série réside dans le fait que l'on connaisse dès le début les assassins et les victimes. Donc même si les enquêtes sont traditionnelles, c'est le mobile du crime que l'on découvre au fur et à mesure de l'épisode, notamment à travers des flashbacks qui nous éclairent sur la vie et les motivations des protagonistes.

## Distribution

### Acteurs principaux
- Kristin Lehman (VF : Dominique Vallée) : détective Angelika « Angie » Flynn
- Louis Ferreira (VF : Marc Saez) : détective Oscar Vega
- Lauren Holly (VF : Élisabeth Wiener) : Dr Betty Rogers
- Brendan Penny (VF : Thomas Roditi) : détective Brian Lucas

### Acteurs récurrents et invités
- Victor Zinck Jr. : détective Mitch Kennecki[1] (dès l'épisode 1)
- Marci T. House : Police Chief Jennifer Wells (épisodes 1, 7 à 9)
- Link Baker : Officer Lou Tarchuk (épisodes 1 et 5)
- Karen LeBlanc : détective Paula Mazur[1] (dès l'épisode 3)
- Brittney Wilson (ru) : Kierra Graff (épisode 3)
- Warren Christie : Sergeant Mark Cross (épisode 4)
- Luvia Petersen (en) : Lisa Benoit (épisodes 6 et 9)
- Christina Cox : Susan Bailin (épisodes 7 et 8)
- Cameron Bright (VF : Stanislas Forlani) : Manny Flynn, fils d'Angie (épisode 7)
- Tommy Flanagan : Agent Jack Stoker (dès l'épisode 8)
- Ty Olsson : Tim Kelly (épisode 9)
- David Lewis : sergent Gavin Saunders (épisodes 10 et 11)
- Joanna Cassidy : juge Natalie Rodman (épisode 11)

## Liste des épisodes

### Épisode 1: Le Bouc émissaire
- Canada : 22 mars 2016 sur CTV[2]
- France : 9 août 2021 sur France 2

- Canada : 1,28 million de téléspectateurs[3] (première diffusion + différé 7 jours)
- France : 2,05 millions de téléspectateurs[4] (première diffusion)

- La victime est Greg Schultz (Matthew Kevin Anderson), un policier.
- Le tueur est Murray Schultz (Jon Heder), le frère de la victime.

### Épisode 2: Un homme du passé (The Dead Name)
- Canada : 29 mars 2016 sur CTV
- France : 16 août 2021 sur France 2

- Canada : 1,18 million de téléspectateurs[5] (première diffusion + différé 7 jours)
- France : 2,30 millions de téléspectateurs

- La victime est Avery Bowman (Jamie Clayton), l'épouse d'un célèbre joueur de football américain.
- Le tueur est Courtney Meisenger (Kristine Cofsky), la propriétaire d'une boulangerie.

### Épisode 3: Patient zéro (Index Case)
- Canada : 5 avril 2016 sur CTV
- France : 16 août 2021 sur France 2

- Canada : 1,02 million de téléspectateurs[6] (première diffusion + différé 7 jours)
- France : 1,91 million de téléspectateurs

- La victime est Chris Mancuso (Luke Camilleri), un consultant environnemental.
- Le tueur est Logan Tenwick (Chad Krowchuk), un scientifique.

### Épisode 4: Manipulation (The Score)
- Canada : 12 avril 2016 sur CTV
- France : 23 août 2021 sur France 2

- Canada : 1,19 million de téléspectateurs[7] (première diffusion + différé 7 jours)
- France : 2,50 millions de téléspectateurs

- La victime est Vince Newton (Tahmoh Penikett), un ex-taulard.
- Le tueur est Hank Novak (Will Sasso), le propriétaire d'un bar.

### Épisode 5: Une vieille dette (The Scorpion and the Frog)
- Canada : 19 avril 2016 sur CTV
- France : 23 août 2021 sur France 2

- France : 1,90 million de téléspectateurs

- Stephanie Bennett (Miranda Hurst)

- La victime est Dawn Richards (Nicole LaPlaca), une championne de roller-derby.
- Le tueur est Henry Price (Kett Turton), un psychologue.

### Épisode 6: Prévenir et guérir (Interference)
- Canada : 26 avril 2016 sur CTV
- France : 30 août 2021 sur France 2

- Canada : 1,25 million de téléspectateurs[8] (première diffusion + différé 7 jours)
- France : 2,38 millions de téléspectateurs

- La victime est Tracy Blaine (Sara Canning), une femme au foyer.
- Le tueur est Cindy Vernon (Alicia Witt), une professeure de musique.

### Épisode 7: Contraints et forcés (The Dead Hand)
- Canada : 5 juillet 2016 sur CTV
- France : 30 août 2021 sur France 2

- Canada : 0,80 million de téléspectateurs[10] (première diffusion + différé 7 jours)
- France : 2,06 millions de téléspectateurs

- La victime est Nancy Bailin (Sarah Grey), une lycéenne de 16 ans.
- Le tueur est Rand Hardy (Dylan Bruce), un professeur au lycée.

### Épisode 8: Affaires étrangères (Foreign Relations)
- Canada : 12 juillet 2016 sur CTV
- France : 25 juillet 2022 sur France 2

- Canada : 0,82 million de téléspectateurs[11] (première diffusion + différé 7 jours)
- France : 2,45 millions de téléspectateurs

- La victime est Julian Bishop (Mark Ryder), un étudiant britannique
- Le tueur est Whitney Fraser (Elyse Levesque), une créatrice de vêtements.

### Épisode 9: Souvenirs perdus (Remains to Be Seen)
- Canada : 19 juillet 2016 sur CTV
- France : 25 juillet 2022 sur France 2

- Canada : 0,95 million de téléspectateurs[12] (première diffusion + différé 7 jours)
- France : 1,97 million de téléspectateurs

La victime est Dave Briggs (Douglas Smith), un concepteur de jeux vidéo. 

### Épisode 10: La fille prodigue (In Plain Sight)
- Canada : 26 juillet 2016 sur CTV
- France : 1er août 2022 sur France 2

- Canada : 0,91 million de téléspectateurs[13] (première diffusion + différé 7 jours)
- France : 2,72 millions de téléspectateurs

- La victime est Chloé Wilson (Aly Michalka), une promeneuse de chiens.
- Le tueur est Jessica Wilson (Missy Peregrym), la sœur de la victime.

### Épisode 11: Sélection naturelle (Natural Selection)
- Canada : 2 août 2016 sur CTV
- France : 1er août 2022 sur France 2

- Canada : 0,75 million de téléspectateurs[14] (première diffusion + différé 7 jours)
- France : 2,34 millions de téléspectateurs

La victime est Lize Kerr (Merritt Patterson), une participante à des reconstituions médiévales.

### Épisode 12: Chronologie de la douleur (Chronology of Pain)
- Canada : 23 août 2016 sur CTV
- France : 8 août 2022 sur France 2

- Canada : 0,96 million de téléspectateurs[15] (première diffusion + différé 7 jours)
- France : 2,46 millions de téléspectateurs

- La victime est Natalie Rodman (Joanna Cassidy), un juge.
- Le tueur est Lexi Moore (Emily Tennant), une greffière.

### Épisode 13: Tabula Rasa (We'll Always Have Homicide)
- Canada : 30 août 2016 sur CTV
- France : 22 août 2022 sur France 2

- Canada : 0,91 million de téléspectateurs[16] (première diffusion + différé 7 jours)

- La victime est Trent McAllister (James Remar), le propriétaire d'une société.
- L'assassin est Lexi Moore (Emily Tennant), la jeune femme qui a tué la juge Rodman il y a trois ans.